# 타이엔다네기
타이엔다네기(모호크어: Thayendanegea, 1742년경 - 1807년 11월 24일), 영어 이름 조지프 브랜트(Joseph Brant)는 오늘날의 뉴욕에 기반을 모호크 족 인디언의 추장으로 영국과 밀접한 관계를 가졌으며, 미국 독립 전쟁 중에는 영국군 장교로 활약하기도 했다. 타이엔다네기(브란트)는 당대의 인디언들 중에서는 미국과 영국에서 가장 유명한 존재였다. 브란트는 조지 워싱턴과 영국왕 조지 3세 등 당시 많은 유명한 사람과 만남을 가졌다.
이로쿼이 연방 내에서 태생은 그다지 보잘 것 없었지만, 그가 받은 교육이나 그가 가진 능력, 영국군 장교들과의 관계로 인해 그를 뛰어난 지도자로 만들었다. 그의 누이 데곤와돈티와 이후의 지도력으로 인해서 당시 뉴욕의 영향력 있는 인디언 담당관이었던 윌리엄 존슨 경과 밀접한 관계를 맺었다. 미국 독립 전쟁 기간에는 모호크 족과 식민지내 왕당파를 이끌고, 변방 지역에서 잔학한 게릴라전을 펼치는 반군들과 싸웠다. 그가 잔악한 행위를 했다고 미국인들에게 비난을 받았으며, 그로인해 ‘괴물 브랜드’라는 별명으로 불렸지만, 이후 그들의 주장은 허위로 드러났다. 전쟁이 끝나고, 대부분의 부족민들을 이끌고 캐나다의 여섯 국가 유보지로 이주하였으며, 그곳에서 지도자로서 영향력을 발휘했다.

## 어린 시절
타이엔다네기는 1743년 3월 경에 오하이오 영토 내의 카야호가 강 근처에서 태어났다. 이때는 이 지역의 사냥 계절이었으며, 모호크 족은 그곳을 이동하고 있었다. ‘타이엔다네기’(Thayendanegea)라는 이름은 모호어로 ‘강도를 높이기 위해 묶은 막대기’라는 의미도 있지만, ‘두번의 내기를 하는 사람’이라는 의미라고 생각된다. 모호크족은 모계 중심의 사회였으므로, 그는 모친이 있었던 울프 부족에서 태어났다. 헌터 요새에 있던 성공회 교회의 기록을 조사한 데이비드 포 박사는 타이엔다네기의 아버지는 기독교인이었으며, 그들의 이름이 피터와 마가렛 테혼와그칸기어라카(Peter Tehonwaghkwangearahkwa)였고 기록하고 있다. 그의 부친은 1753년 이전에 사망했다고 한다.
그의 부친의 사후 타이엔다네기의 코그나와가 족의 추장 티아오기라의 조카인 어머니 마가렛(오완다, Owandah)은 오하이오에서 타이엔다네기와 그의 큰 누나 데곤와돈티(몰리)와 함께 뉴욕 식민지로 돌아갔다. 그들은 예전에 살았었던 모호크 강 근처의 모호크 마을인 카나조하리에 정착을 했다.
1753년 9월 9일 타이엔다네기의 어머니는 모호크 족의 추장 카나가라둔카(Canagaraduncka)와 재혼을 했다. 새 남편의 가족은 영국과 유대관계를 맺고 있었고, 그의 할아버지 오울드 스모크(사가엔드와라톤, Sagayendwarahton)는 1710년 잉글랜드를 방문한 네 명의 모호크 왕 중의 하나였다. 이 결혼으로 타이엔다네기의 어머니의 생활은 좋아졌으며, 아이들은 카나조하리에서 가장 좋은 집에 살게 되었다. 모호크 족의 추장은 모계로 이어지기 때문에 아이들에게는 별로 혜택이 없었다.
시아버지, 카나가라둔카는 북아메리카의 인디언 담당부서의 최고 책임자인 윌리엄 존슨과 친분이 있었으며, 그는 기사 작위를 가지고 있었다. 존슨이 모호크 족을 자주 방문하는 동안, 그는 항상 타이엔다네기의 집에 머물렀다. 타이엔다네기의 이복 누이 데곤와돈티는 성공한 무역상이자 지주인 존슨과 친분을 쌓았다. 그의 집인 존슨 홀은 어린 타이엔다네기에게 깊은 인상을 주었고, 그래서 그는 데곤와돈티와 존슨과 함께 머물기로 결정을 했다. 존슨은 어린 타이엔다네기를 관심있게 지켜보았고, 영국식 교육을 시켰을 뿐만 아니라 뉴욕 식민지의 유력자들에게도 소개를 시켰줬다.

## 7년 전쟁과 교육
프렌치 인디언 전쟁 기간이었던 15세에 시작하여, 타이엔다네기는 모호크 족과 다른 이로쿼이 연맹과 많은 영국군의 작전에 참여를 해서 캐나다에 있는 프랑스군과 싸웠다. 조지 호수를 거쳐 카리용 요새에서 참담한 패배로 끝난 제임스 에버크롬비의 1758년 원정과 1759년 존슨의 나이아가라 요새 전투, 그리고 제프리 애머스트의 1760년 세인트로렌스강을 경유한 몬트리올 원정 등등이었다. 그는 영국군 복무로 은메달을 받은 182명의 인디언 전사들 중의 한 사람이었다.
1761년 존슨은 타이엔다네기를 포함한 세 명의 모호크 족을 코네티컷에 있는 엘리자 휠락(Eleazar Wheelock)이 운영하는 무어스 인디언 채리티 스쿨(Moor’s Indian Charity School)에서 교육받게 했다. 이 학교는 이후 뉴햄프셔에 설립하게 될 다트머스 컬리지의 전신이었다. 타이엔다네기는 휠락의 지도하에 교육을 받았으며, 그는 어른스럽고, 유한 성품을 가진 쾌활한 천재로, 겸손하고, 공손하며, 인정 많은 품성을 가지고 있다고 썼다. 타이엔다네기는 이곳에서 영어를 말하고, 읽고, 쓰는 법과 다른 학과목들을 배웠다. 그는 그 학교에서 이후 서부 뉴욕 지역에서 인디언들에게 전도 활동을 하는 새뮤얼 커크랜드를 만났다. 1763년 존슨은 뉴욕에 있는 킹스 컬리지에 타이엔다네기를 입학시킬 준비를 해다. 폰티액의 반란으로 계획은 틀어졌으며, 타이엔다네기는 성난 인디언들을 피해 집으로 돌아왔다. 폰티액의 반란 이후 존슨은 타이엔다네기를 킹스 컬리지로 돌려보내는 것이 안전하지 않다고 생각했다.
1762년 3월 타이엔다네기는 서스케하나와 체멍 계곡에 있는 르나페 족 마을을 기습했던 이로쿼이 족 전대 중 하나에 참여를 했다. 그들은 3개의 큰 마을을 파괴하고, 130 채의 집을 불태웠고, 가축들을 도살했다. 당시 적군 전사들은 자취를 감춘 상태였다. 알곤킨 어족 계열의 르나페 족과 이로쿼이 족은 2개의 서로 다른 어족에 속했으며, 그들은 전통적인 경쟁관계였으며, 변방에서 자주 전쟁을 벌였다.

## 결혼과 가족
1765년 7월 22일 카나조하리에서 타이엔다네기는 페기(마가릿으로도 알려져 있음)와 결혼식을 올렸다. 플랜테이션 농장주의 딸이었다고 알려진 페기는 어릴 때 인디언들에게 포로로 잡혀왔다. 중서부 인디언들과 동화된 이후 그녀는 모호크 족으로 보내졌다. 그들은 계부의 죽음 이후 타이엔다네기에게 집을 물려준 그의 부모와 함께 살았다. 그는 또한 모호크 강 남쪽에 있는 카나조하리 마을 근처에 80에이커(32만 평방미터)에 이르는 넓고, 기름진 농장을 소유하고 있었다. 페기와 타이엔다네기는 아이작과 크리스틴 두 명의 자식을 가졌다. 아이작은 다툼에서 아버지를 공격한 후 어린 나이로 부상을 당해 죽었다. 1771년 3월 페기는 결핵으로 사망했다.
두 번째로 재혼한 아내 수잔나는 1777년 미국 독립 전쟁 말기에 나이아가라 요새에 머물고 있을 때 사망했다.
나이아가라 요새에 머무르고 있을 1780년 겨울에, 타이엔다네기는 캐서린 아돈웬티숀 크로건과 결혼하여 살림을 차렸다. 그녀는 저명한 스코틀랜드계 식민지 개척민이자 인디언 대리인이었던 조지 크로건과 모호크 족 아내 캐서린 테카리호가의 딸이었다. 모호크 내이션에서 서열 1위였던 터틀 씨족의 수장이었던 그녀의 어머니를 통해 아돈웬티숀이 수장을 물려받았다. 캐서린과의 결혼을 통해 타이엔다네기는 또한 윌리엄 존슨 경의 손자이자 헨드릭 추장(헨드릭 테야노긴)의 친척인 존 스모크 존슨과 알게 되었다. 캐서린과의 사이에서는 7명의 자녀가 태어났다.

## 미국 독립 전쟁
1775년 카나조하리에서 그는 새 영국인 감독관의 모호크 전사로 대위에 해당하는 지위로 보좌관에 임명되었다. 1775년 4월 전쟁이 발발한 이후 왕당파들이 위협을 당할 때 타이엔다네기는 퀘벡 지방으로 이주를 했고, 7월 17일에 몬트리올에 도착했다. 그의 아내와 아이들은 서스케하나 강을 따라, 투스카로라 이로쿼이 마을이 있는 뉴욕 남부의 오노쿠아가(오늘 날의 윈저)로 갔다.
1775년 11월 11일, 미국 독립 전쟁의 전투가 시작되자 타이엔다네기는 새로운 북미 인디언 담당 책임자 가이 존슨과 함께 정부로부터 지원을 요청하러 런던으로 건너갔다. 타이엔다네기는 과거에 모호크 족의 영토였던 토지에 대한 이의를 제기하고 국왕에게 호소하고 싶었지만, 대부분 지원을 얻을 수 없었다. 영국 정부는 만약 미국 개척민들이 일으킨 반란에서 이로쿼이 국가들이 영국편을 들어 싸워준다면 퀘벡에 있는 이로쿼이 땅을 약속했다.
런던에서 타이엔다네기는 저명인사로 대우받았고, 제임스 보스웰이 출판할 목적으로 그를 면담했다. 영국왕 조지 3세는 세인트 제임스 왕궁에 그를 초대했다. 대중 앞에서는 그는 전통 모호크 복장을 했다. 그는 프리메이션으로 받아들여졌으며, 조지왕으로부터 결사의 앞치마를 받기도 했다.
1776년 7월에 타이엔다네기는 뉴욕의 스태튼아일랜드로 돌아왔다. 그리고 뉴욕의 탈환을 계획하고 있던 윌리엄 하우의 군대에 들어갔다. 그 해 여름에서 가을까지 타이엔다네기의 활동은 기록되어 있지 않지만, 타이엔다네기가 헨리 클린턴, 찰스 콘월리스, 휴 퍼시와 함께 1776년 8월 롱아일랜드 전투에서 자메이카 경로에서 측면 공격에 가담했다고 추측하고 있다. 이 때 타이엔다네기는 퍼시 공(이후 노섬벌랜드 공작이 되는)과 평생의 지기가 되었다. 그리고 그것이 백인과 맺은 유일한 지교였다.
11월에 타이엔다네기는 뉴욕을 떠나 독립파가 장악한 영토를 관통해 북서로 여행했다. 변장을 하고서, 밤에 이동하고, 낮에는 잠을 자면서, 오노쿠아가에 도착하여 가족과 상봉을 했다. 12월말에 다시 나이아가라 요새로 갔다. 그는 동맹 부족의 마을을 돌며, 이뤄코이가 영국군 동맹에 들어가야 한다고 설득했다. 많은 이로쿼이 부족들민이 타이엔다네기의 계획을 묵살했다. 미국 개척민 반군을 지원했던 아키아톤하론크웬은 타이엔다네기와 평생의 적수가 되었다.
1775년 올버니에 열린 여섯 국가 전체 회의에서 그들이 중립정책을 고수하기로 결정을 했었다. 그들은 타이엔다네기를 소수의 주전파 추장을 여겼고, 모호크 족을 비교적 약한 부족으로 여겼다.
좌절한 타이엔다네기는 독립적인 전사단을 모집하기 위해 봄에 오노쿠아가로 돌아갔다. 일부 오노쿠아가 마을 사람들이 그와 합류를 했지만, 5월에는 반군에 복수를 하고 싶어하는 왕당파를 모집하는데 성공했다. 이 무리는 브랜트 자원부대로 알려지게 된다. 6월에는 그들을 이끌고 우나딜라로 보급품을 얻기 위해 갔다. 그곳에서 타이엔다네기는 니콜라스 허키머가 이끄는 트라이언 카운티 민병대와 마주치게 된다. 허키머는 이로쿼이 부족민들에게 중립을 고수하라고 요구했지만, 타이엔다네기는 이들이 왕에게 충성심을 가지고 있는 인디언이라고 응답했다. 그들은 영토에서 유럽인들을 축출하고 싶었다.

## 이후
타이엔다네기는 전쟁에서 지도자였지만, 모호크 족의 추장을 잇는 핏줄이 아니었다. 그러나 타이엔다네기의 타고난 능력과 초기의 교육, 그리고 인맥으로 부족과 시대의 위대한 지도자가 되었다. 타이엔다네기의 일생에 걸친 임무는 문화의 전환기에 발생한 인디언을 생존하게 하고, 미국 역사의 가장 불안정하고 역동적인 시대에 정치적, 사회적 및 경제적 도전을 극복하게 했다. 타이엔다네기의 인생을 요약하면 성공과 좌절의 반복이었다. 다른 무엇보다 타이엔다네기의 인생은 좌절과 투쟁으로 점철되었다. 젊은 전사, 학생, 농부, 남편 그리고 아버지로서 또는 영국군 장교, 영국 교회의 신자, 신약 번역자 등 많은 역할을 해냈다. 1792년과 1797년에 조지 워싱턴과 헨리 녹스에게 초대를 받아 필라델피아에 갔는데, 원주민 연맹과 미국인들을 화해시키는 데는 실패했다. 전쟁은 계속되었고, 인디언들은 1794년 폴른 팀버스 전투에서 패배를 당했다. 원주민 연맹은 1795년 ‘그린빌 조약’으로 와해되었다.
타이엔다네기는 1807년 11월 24일, 온타리오 호수 북쪽의 자택에서 사망했다. (이 위치는 온타리오 주 벌링턴 시가 되었다). 타이엔다네기가 조카 존 노턴에게 말한 마지막 말은 민족을 위해 일생을 바친 그의 삶을 반영했다. “가난한 인디언에게 자비를 가져라. 큰 힘과 영향력을 가질 수 있으면, 그것을 사람의 행복을 위해 사용하라.” 그의 주택은 19세기 말까지 타이엔다네기의 자손이 사용하다가 현재는 조지프 브랜트 박물관이 되었다. 1850년, 타이엔다네기의 유골은 34마일 (55 km)의 거리를 그랜드 강 젊은이의 어깨에 실려, 프랑트 포드 모호크 교회의 무덤으로 옮겨졌다.